# Bajerski (herb szlachecki)
Bajerski – polski herb szlachecki.

## Opis herbu

### Opis historyczny
Adam Boniecki blazonuje herb następująco:

(...) w polu czerwonem pas ukośny, błękitny, na nim trzy ośmiopromienne gwiazdy złote. W szczycie hełmu takaż gwiazda.

### Opis współczesny
Opis skonstruowany współcześnie brzmi następująco:
Na tarczy w czerwonym polu tarczy, pas ukośny, prawy, błękitny, w nim trzy złote, smukłe, sześcioramienne gwiazdy.
W klejnocie gwiazda sześcioramienna.
Labry herbowe czerwone, podbite złotem.

## Herbowni
Herb ten był herbem własnym, toteż do jego używania uprawniony jest tylko jeden ród herbownych:
Bajerski (von Beyersee).

### Znani herbowni
- Franciszek Józef Bajerski
- Józef Bajerski
- Mikołaj Bajerski
- Włodzimierz Bajerski

- Gabriel Bajerski

- Jan Bajerski